# Enrique Hormazábal
Enrique Hormazábal (6. januar 1931 - 18. april 1999) var en chilensk fodboldspiller (målmand) fra Santiago.
Hormazábal tilbragte hele sin 18 år lange karriere i sin hjemby, hvor han spillede otte sæsoner hos Santiago Morning og ti hos storklubben Colo-Colo. Med Colo-Colo vandt han tre chilenske mesterskaber og én pokaltitel.
Hormazábal spillede desuden 42 kampe og scorede 17 mål for det chilenske landshold. Han var med til at vinde sølv ved Copa América i både 1955 og 1956.

## Titler
Primera División de Chile
- 1956, 1960 og 1963 med Colo-Colo

Copa Chile
- 1958 med Colo-Colo